# Красунчикові
Красунчикові (Ptilidiaceae) — родина печіночників, що містить один рід і 4 види.